# Orfujsko jezero
Orfujsko jezero (mađ. Orfűi-tó) je jezero u Mađarskoj.
Nalazi se sjeverno od sela Orfűa, na cesti pored nekad samostalnog sela Mecsekrákosa. Sjeverno od Orfujskog jezera se nalazi veće Pečuško jezero.
Jezero je poznatim odredištem ribiča i omiljenim plivalištem.